# Nobazia

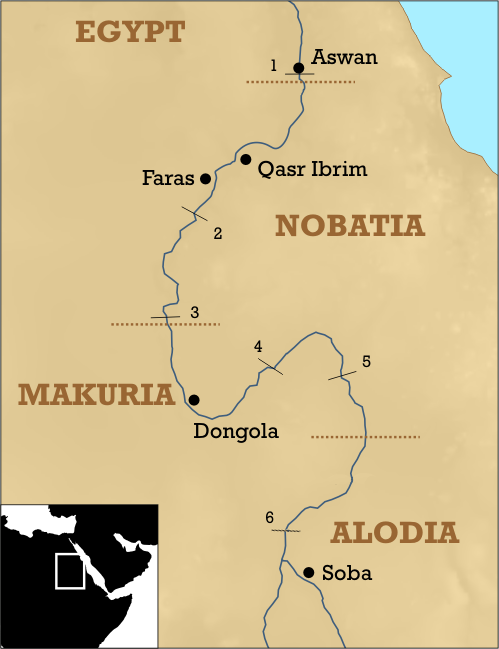
La Nobazia e gli altri regni cristiani di Nubia

Nobazia o Nobadia fu un regno cristiano in epoca medioevale localizzato nella Bassa Nubia, che divenne successivamente una regione nel più ampio regno di Makuria. Il suo nome, nelle cronache arabe, viene spesso indicato con al-Maris.

## Storia
La Nobazia venne fondata dai Nobati (discendenti dei regni di Napata e Meroe dell'epoca di Augusto), inviati in quella regione del deserto Egiziano dall'Imperatore Romano Diocleziano per aiutarlo a sconfiggere i Blemmi nel 297 d.C. La Nobazia più antica è molto simile alla civiltà nota agli archeologi con il nome di cultura Ballana. Probabilmente i Nobati riuscirono nell'intento della loro missione, poiché un'iscrizione proveniente da Silko, "Basiliskos" dei Nobatae, proclama di avere scacciato i Blemmi verso i deserti a oriente. Intorno a questo periodo la capitale della Nobazia viene eretta a Pakhoras, l'attuale Faras; più tardi la Nobazia si convertì al Cristianesimo Monofisista.
Dal 701 d.C. la Nobazia venne annessa al vicino regno di Makuria. Le circostanze di questa annessione sono del tutto ignote. Molto probabilmente ciò accadde prima dell'invasione Araba del 652, poiché gli storici arabi parlano di un unico stato cristiano in Nubia con una sola capitale: Dongola. La Nobazia sembra aver comunque mantenuto una certa autonomia all'interno del nuovo stato. Essa era governata da un Eparco di Nobazia, che godeva anche del titolo di Domestikos di Pakhoras. Sembra che questa carica fosse elettiva ma in seguito diventò ereditaria. Alcune testimonianze di questa carica sono state trovate in documenti provenienti da Fort Ibrim, e presenta questa figura come un notabile dai grandi poteri. Tuttavia, alcuni autori Arabi si riferiscono al nuovo stato, frutto della fusione dei due regni come del "regno di Makuria e Nobazia", il che potrebbe far pensare a una duplice monarchia.
La Nobazia era la regione della Nubia più vicina all'Egitto e fu la più soggetta all'influenza araba e all'islamizzazione. Gradualmente, la popolazione della Nobazia si convertì all'Islam e si unì ai clan Arabi come i Banu Kanz, sebbene alcuni siano rimasti indipendenti nel regno cristiano di Dotawo fino alla sua conquista da parte del Sultanato di Sennar nel 1504.